# 三田寺
三田寺（さんでんじ）は、三重県伊賀市にある臨済宗東福寺派の寺院である。

## 歴史
大本山東福寺の円爾の法系をつぐ寺院。
開山、開基は不詳、安福三田寺時代の再興開山は息菴知止禅師、中興開山は大年周永禅師とされている。
当山は、元三田寺と称し足利氏安国寺を建てるに及び改めて安福寺となし、
息菴知止寺師を開山として安国寺の隠居所となった。
その当時は現今の安福寺畑と称する一帯の地に建立された寺院で、多くの塔頭寺院を有する大寺院だったという。
しかし天正の兵火に焼失して一宇も残らず、その後小庵を結び安福寺と称したが、天下治平の後、藤堂高虎の帰依僧　大年周永禅師が再興して安国寺と称したが、享保12年3月時の住持猊峯端公首座が昔の三田寺と復称して現今に至っている。

## 文化財

### 三重県指定文化財
- 三田寺の木製黒漆塗彩絵厨子